# 翁达
翁达，是西班牙瓦伦西亚自治区卡斯特利翁省的一个市镇。总面积108平方公里，总人口20019人（2001年），人口密度185人/平方公里。